# دروجبا (كاتلون)
دروزهبا (Дружба) هي مدينة في مقاطعة كاتلون في أوكرانيا.
يبلغ عدد سكانها حوالي 520 نسمة.